# 苏州织造衙门
苏州织造衙门，当时又称织造府、织署等:76，或称苏州织造署，是清朝中央政府在苏州府（现江苏省苏州市）设置、服务于清朝皇室，织造御用和官用缎匹及采买御用物品的衙署。与江宁织造、杭州织造，统称为江南三织造:70。“按定制，江南三织造都是内务府下属的业务部门”:42。主官多出于内务府，即是苏州织造，职衔为郎中，或主事:70。

## 历史
明廷沿袭元朝制度，设立各类机构，官营织造业务。洪武元年（1368年），即设苏州织染局。崇祯初年，崇祯帝废苏杭织造。顺治初年，清兵攻占苏州后不久即复设苏州制造。顺治三年（1446年）年底，督苏杭织造的工部右侍郎陈有明到任，重建苏州织造局。顺治十年（1653年），工部右侍郎周天成到任，带城桥的总局称“南局”，地址偏北的天心桥旧局称“北局”。同时，在苏州府城东南隅的洞桥地方设“南新局”，东北隅的顾家桥东设“北新局”。顺治至康熙初年，苏州织造的日常生产，常常因“兵饷告匮”而奉旨“裁省”或“停织”。至康熙二十六年（1687年），基本稳定:76—79。
顺治朝曾规定，江南三处织造官员应一年或三年更代。康熙帝更改了此项规定。康熙三十二年（1693年），康熙帝亲信李煦出任苏州织造。李煦除了本职以外还兼有监视本地官员、向康熙帝汇报当地政治动向的秘密使命。雍正帝执政后完善了密折制度，在此背景下，苏州织造的政治功能萎缩，回归本职:45。
《大清会典》记载江南三织造分工为：“凡大红蟒缎、大红缎、片金、折缨等项，派江宁织造承办。仿丝绫、杭绸等项，杭州织造承办。毛青布等项，每年需用三万疋内，苏州织造承办，需用至四五万匹，则分江宁等处织办。”:70
咸丰十年（1860年），太平军攻占苏州城，苏州织造的“房屋、机床、器具及花本等项，一应毁失无存，匠役或者死于兵燹，或者星散他处另寻营生，织局生产完全停顿”。太平天国战争结束后，以颜家巷民房，重开织局。同治三年（1871年），苏州织造德寿重建织署，次年落成。但生产规模远逊于战前。光绪年间，织局主要织造缎匹。其余绫罗绸绉、刺绣缂丝等定向外购。1911年，武昌起义的次月，江苏巡抚程德全在苏州宣布“江苏独立”。苏州织造何时溃散不详。其后，苏州织造府建筑遭到破坏，挪为他用。部分遗址留存至今:83—84，是为蘇州織造署遺址。